# Lytechinus williamsi
Lytechinus williamsi is een zee-egel uit de familie Toxopneustidae.
De wetenschappelijke naam van de soort werd in 1968 gepubliceerd door Chesher.